# Třapatkovka
Třapatkovka (Echinacea) je rod rostlin z čeledi hvězdnicovité.
Rod Echinacea byl oddělen od rodu Rudbeckia a po nějaký čas nesly oba rody stejné české jméno třapatka.

## Výskyt
Rostlina pochází ze Středozápadu Spojených států amerických a do Evropy se rozšířila jako ozdobná květina a v poslední době i jako léčivka. Vyrůstá nejlépe na slunném stanovišti, půda může být chudší a kamenitá, vždy však dobře propustná. Většinou je k suchu tolerantní. V České republice není ve volné přírodě rozšířena.

## Popis
Je to trvalka dosahující výše až 140 cm. Její chlupatá nebo lysá lodyha vyrůstá z kůlovitého kořene nebo z plazivého oddenku s vláknitými kořínky. Bazální listy jsou řapíkaté. Lodyžní listy vyrůstající střídavě mají žlábkovité řapíky, které se směrem vzhůru zkracují. Jejich čepele dlouhé až 10 cm jsou tvaru kopinatého nebo eliptického až vejčitého, po okrajích bývají pilovité, zubaté nebo hladké, z lícní strany jsou někdy porostlé chlupy, mívají 1 až 3 žilky.
Květní úbory s dlouhými stopkami vyrůstají na konci lodyh jednotlivě. Polokulovitý zákrov mívá v průměru 1,5 až 4 cm. Jeho trvalé listeny (15 až 50 ve 2 až 4 řadách) jsou lineární, kopinaté nebo vejčité s ostrými konci, někdy různě dlouhé, bývají převážně měkké bylinné. Květní lůžko má v řezu tvar kuželosečky, plevy jsou oranžové až červenofialové a jsou delší než koruny, mnohdy jsou tvrdé a píchají. Disk květu mívá v průměru do 4 cm a obsahuje až 300 oboupohlavých plodných trubkovitých květů s 5 korunními lístky růžovými, zelenými, purpurově rudými nebo žlutými. Obvodové jazykovité neplodné květy mají korunní lístky tmavě fialové až světle růžové, bílé nebo žluté a obvykle jich bývá 8 až 21, někdy i více, mnohdy jsou svěšeny dolů. Vykvétá v červnu až září, opylována je létajícím hmyzem. Tmavě hnědá nažka je 3 nebo 4hranná, bývá lysá nebo řídce chlupatá, mívá až 4 zuby.

## Význam
Má velký význam v okrasném zahradnictví, kde představuje důležitou skupinu nenáročných trvalek vytvářejících různobarevné skupinky různých barev, existuje mnoho kultivarů. Rozmnožuje se semeny, řízky i dělením trsů.

### Neprokázané zdravotní účinky
Obsahuje například polysacharidy, glykoproteiny, alkamidy, esenciální oleje a flavonoidy. Chemické látky obsažené v kořenu se výrazně liší od těch, které se nacházejí v bylinné části rostliny. Kořeny mají vysoké koncentrace esenciálních olejů, zatímco nadzemní části rostliny mají tendenci obsahovat více polysacharidů. Výzkum naznačuje, že kořen rostliny je nejúčinnější. V Německu jsou schváleny léky z  třapatkovky nachové (Echinacea purpurea) pro léčbu nachlazení, infekci horních cest dýchacích, močových cest a pomalé hojení ran, z kořenů rostliny třapatkovky bledé (Echinacea pallida) naopak pro léčbu chřipky.
Ačkoli jí zastánci alternativní medicíny připisují mnohé léčebné vlastnosti, např. celkové posílení imunity, vědecká medicína je doposud neprokázala. Zhodnocení organizace COCHRANE na základě výsledků 24 dvojitých slepých studií, které porovnávaly účinky placeba a ecinacii, neprokázalo, že by pro léčbu nachlazení přinášela výhodu.
Potravinové doplňky s echinaceou bývají ve formě tablet, tinktur, čajů atd. V závislosti na fantazii jednotlivých výrobců jsou prý vhodné k léčbě nachlazení, kataru horních cest dýchacích, chřipky, angíny a dále např. k léčbě popálenin, lupenky, bércových vředů, syfilidy, rakoviny atd. Přesto řada renomovaných zdravotnických organizací považuje dosavadní výzkumy v tomto směru prováděné za ne zcela prokázané a spíše nahodilé, jež nelze opakovat.
Meta analýza, publikovaná v roce 2015, nicméně prokazuje pozitivní účinky užívání Echinacey ve smyslu sníženého rizika vzniku infekcí dýchacího ústrojí.

## Taxonomie
V současnosti je uznáváno 9 druhů rodu třapatkovka:
- třapatkovka bledá (Echinacea pallida (Nutt.) Nutt.
- třapatkovka krvavá (Echinacea sanguinea Nutt.
- třapatkovka nachová (Echinacea purpurea (L.) Moench
- třapatkovka nápadná (Echinacea paradoxa (J. B. S. Norton) Britt.
- třapatkovka úzkolistá (Echinacea angustifolia DC.
- Echinacea atrorubens Nutt.
- Echinacea laevigata (C. L. Boynton et Beadle) Blake
- Echinacea simulata McGregor
- Echinacea tennesseensis (Beadle) Small [10]

## Ukázky

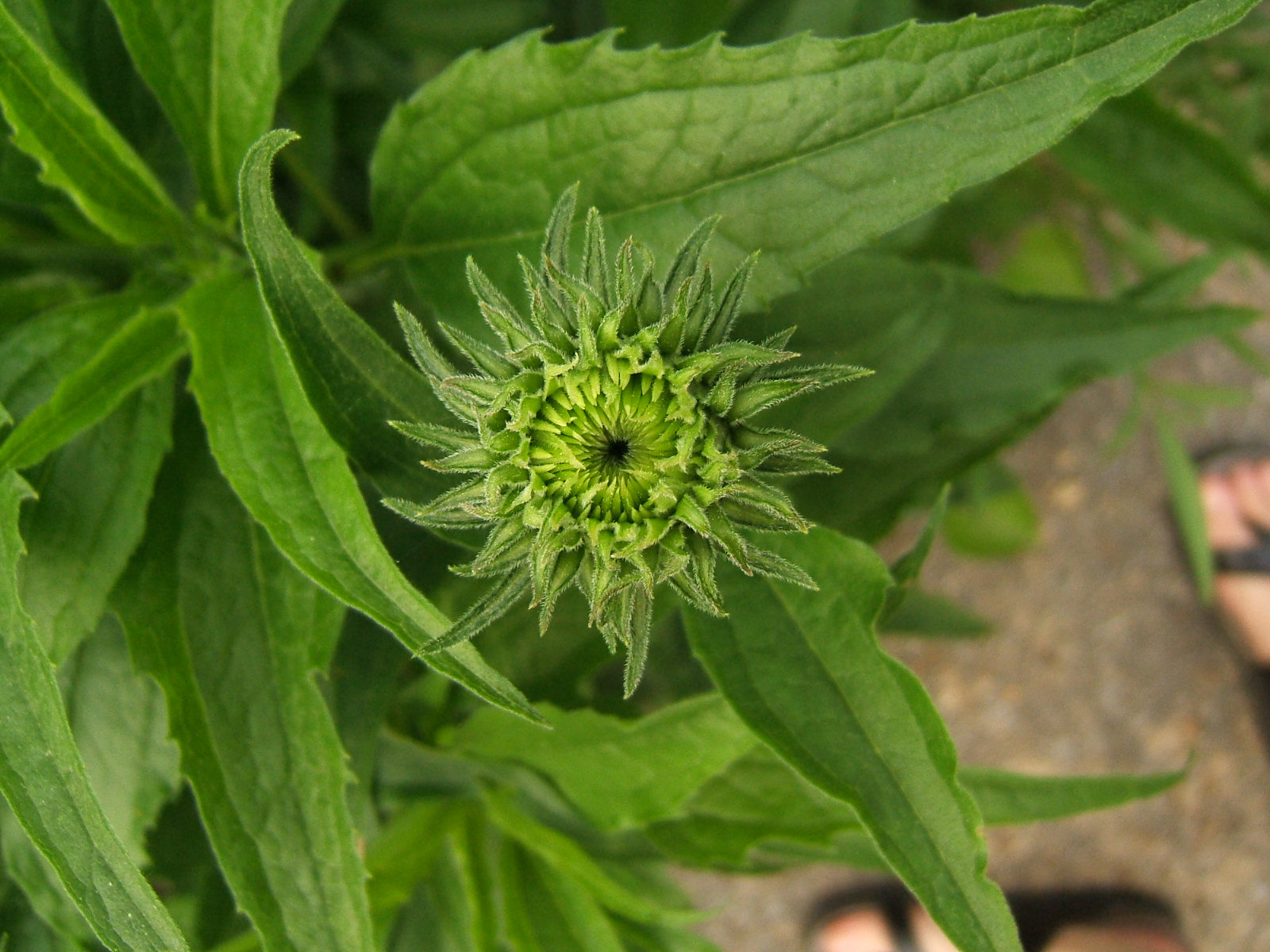
Zákrov
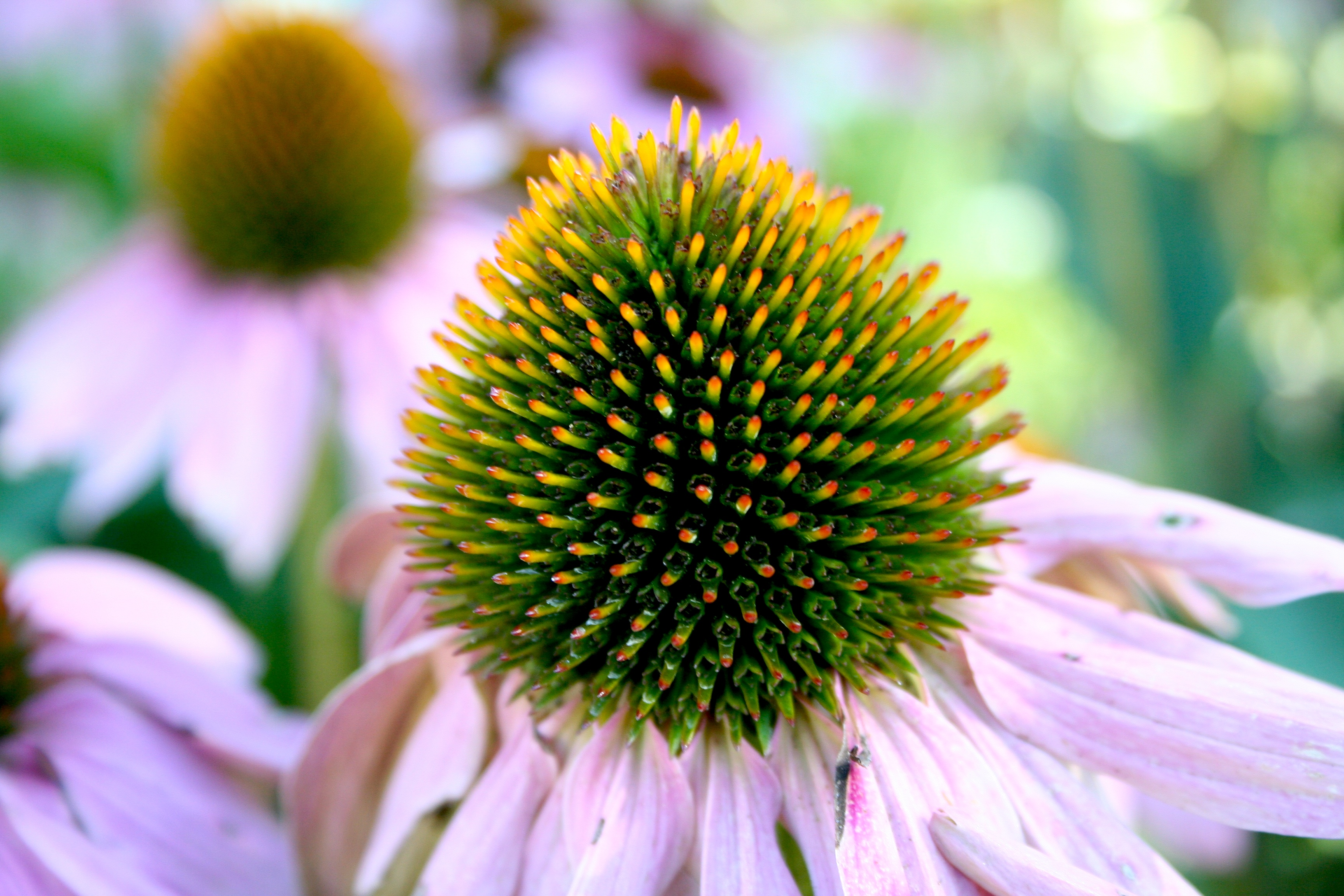
Lůžko úboru
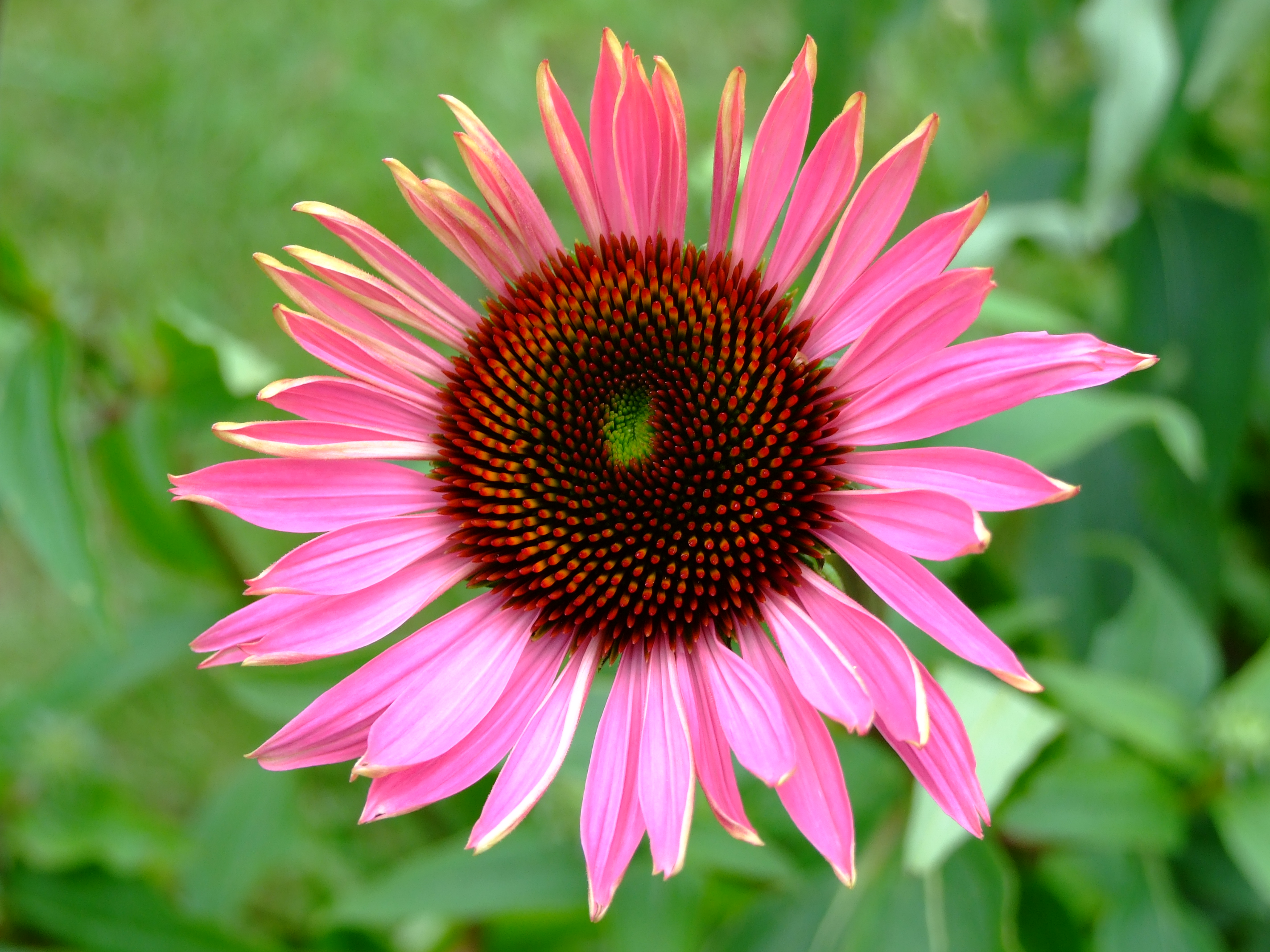
Květenství
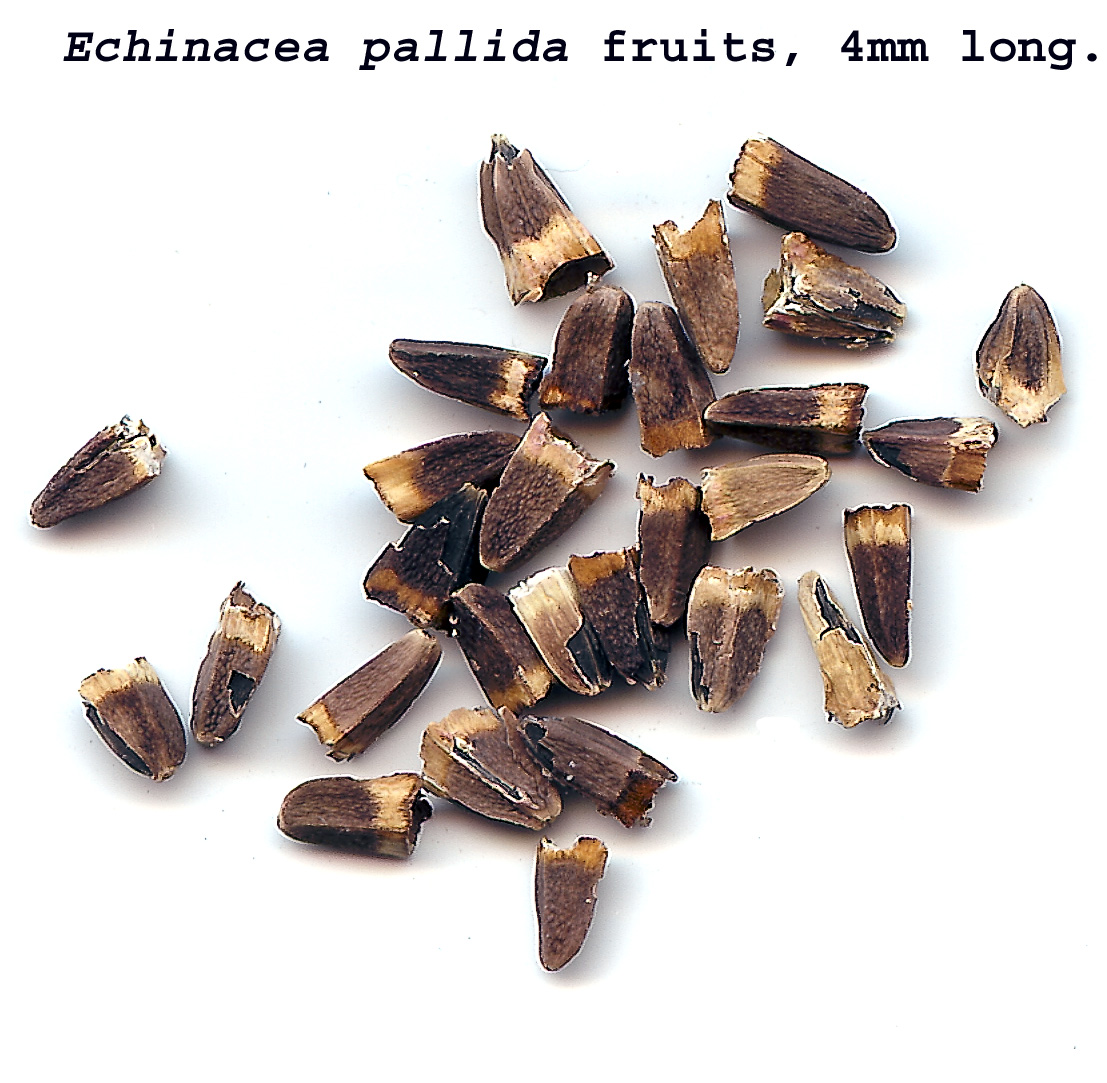
Nažky